# Andy Rose
Andrew Patrick Rose (n. Melbourne, Australia, el 13 de febrero de 1990) es un exfutbolista anglo-australiano. Jugaba de mediocampista.
Tras su retiro comenzó su carrera como entrenador asistente en el Seattle Sounders FC, cargo que ocupa desde enero del 2022.

## Trayectoria

### Juveniles y universidad
Rose jugó para el Bristol City como parte de sus equipos juveniles, y fue el capitán de los equipos sub-18 y sub-16.
Rose también jugó al fútbol universitario en UCLA entre 2008 2011. En su paso por UCLA, Rose fue incluido en el Equipo Estelar de la Conferencia All-Pac-10 tanto en 2010 como en 2011. Mientras estudió en la universidad, Rose también jugó en la USL Premier Development League  para los Seattle Wolves en 2009, y el Ventura County Fusion en 2010 y 2011.

### Seattle Sounders
Real Salt Lake seleccionó a Rose en la primera ronda (sexta en la general) del Draft Suplementario de 2012 de la MLS, pero luego sería transferido a Seattle Sounders FC a cambio de los derechos sobre Leone Cruz.
El 13 de marzo de 2012, los Sounders ficharon oficialmente a Rose. El 5 de mayo, Rose hizo su debut con los Sounders en la victoria 1-0 sobre el Philadelphia Union. En 2012, Rose fue incluido en el puesto 24 en la lista de los mejores jugadores menores de 24 elaborada por MLSSoccer.com.

## Clubes

### Como jugador
| Club                   | País           | Año         |
| ---------------------- | -------------- | ----------- |
| Seattle Sounders       | Estados Unidos | 2012 - 2015 |
| Coventry City          | Inglaterra     | 2015 - 2017 |
| Motherwell             | Escocia        | 2017 - 2018 |
| Vancouver Whitecaps FC | Canadá         | 2019 - 2021 |

### Como entrenador
| Club                         | País           | Año           |
| ---------------------------- | -------------- | ------------- |
| Seattle Sounders (Asistente) | Estados Unidos | 2022-presente |

## Palmarés

### Campeonatos nacionales
| Título                   | Club                | País           | Año  |
| ------------------------ | ------------------- | -------------- | ---- |
| Lamar Hunt U.S. Open Cup | Seattle Sounders FC | Estados Unidos | 2014 |
| Supporter's Shield       | Seattle Sounders FC | Estados Unidos | 2014 |